# История сборной Германии по футболу
Сбо́рная Герма́нии по футбо́лу (нем. Deutsche Fußballnationalmannschaft) представляет Германию на международных соревнованиях по футболу. Управляется и контролируется Немецким футбольным союзом — главным руководящим футбольным органом страны. Немецкий футбольный союз является членом ФИФА с 1904 года, УЕФА — с 1954 года.

## История

### От рождения до Первой мировой (1899—1914)
С 1899 по 1901 годы между немецкими и английскими командами прошли пять международных матчей по футболу, которые с некоторой точки зрения можно считать первыми матчами немецкой сборной. Вместе с тем все эти пять матчей немцы проиграли, к тому же эти матчи не рассматриваются Немецким футбольным союзом как официальные. Подобные игры называются в немецкой историографии как «Ur-Länderspielen». Инициатором проведения этих матчей является Вальтер Бенсеман, которого считают основателем немецкого футбола.
В 1900 году после основания Немецкого футбольного союза спортивные функционеры заговорили о создании постоянной национальной сборной как одной из главных целей работы союза. Ввиду отсутствия средств для финансирования национальной сборной провести какой-либо матч долгое время не удавалось: попытка подготовить команду для выступления на Олимпиаде 1908 года окончилась неудачей. Однако после Игр интерес к национальной сборной снова вернулся. Немецкие функционеры должны были подготовить сборную для участия в Олимпиаде 1912 года.
Спустя 8 лет после основания Немецкого футбольного союза 5 апреля 1908 состоялась первая официальная игра между сборными Германии и Швейцарии, которая признаётся Немецким футбольным союзом как первый матч национальной сборной. Встречу подобного типа впервые назвали «товарищеским матчем». Игра состоялась на стадионе «Ландхоф» в Базеле, и хозяева одержали победу со счётом 5:3. Для швейцарцев это был третий матч: первые две встречи они провели против Франции в гостях и оба раза потерпели поражение.
Официальный отчёт о матче:
Швейцария-Германия — 5:3 (3:1).
- Швейцария: Дрейфюсс — Хеннеберг, Хуг — Штраусс, Мерцог, Леман — Рубли, Пфайффер, Кемпфер, Исенеггер, Кобельт
- Германия: Баумгартен — Йордан, Хемпель — Людвиг, Хиллер (к), Веймар — Хеншель, Фердерер, Кипп, Беккер, Баумгертнер.

Примечания по поводу игроков:
1. Курсивом выделены игроки, которые провели свой единственный матч за сборную.
2. Вилли Баумгертнер в 1909 году стал первым рекордсменом сборной по числу матчей.
3. Средний возраст немецкой сборной составлял 22,4 года.

- Судья: Девитт (Швейцария)
- Голы: Беккер, 0:1 (6'). Кемпфер, 1:1 (21'). Йордан, 2:1 (28', автогол). Пфайффер, 3:1 (32'). Фердерер, 3:2 (52'). Пфайффер, 4:2 (57'). Беккер, 4:3 (69'). Кемпфер, 5:3 (89').
- Зрители: 3500 человек.

Швейцария считается и по сей день наиболее принципиальным противником сборной Германии: первые матчи после мировых войн и появления ГДР сборная Германии играла именно против Швейцарии. Именно против сборной Швейцарии немцы одержали первую победу, выиграв 4 апреля 1909 в Карлсруэ со счётом 1:0 на глазах 7 тысяч зрителей. 26 марта 2008 в преддверии столетнего юбилея первого матча сборной Германии немцы сыграли свою юбилейную, 800-ю по счёту игру против Швейцарии и выиграли со счётом 4:0.
Ещё до первого матча между арбитражным комитетом Немецкого футбольного союза и представителями сборной разразился скандал по поводу того, каких игроков приглашать сборную. Немецкий футбольный союз в итоге принял решение, что в сборную могут вызываться только те игроки, в родных провинциях которых уже проходили футбольные матчи. Таким образом, у руководства появились полномочия требовать от той или иной немецкой земли делегировать игроков только одного амплуа, что вызывало часто возмущения: вратари из некоторых провинций не могли выступать за национальную сборную, если провинциальным ассоциациям футбола было запрещено делегировать вратарей. С подобными ситуациями сталкивались многочисленные игроки, а непроработанная система отбора только добавляла масла в огонь. Сами игроки узнавали об этом из газет, причём за участие в матче полагалось вознаграждение. За отказы от участий в матче игроков оштрафовывали, но затем появилось правило, согласно которому штрафы не взимались с игроков, если они не доигрывали встречу.
С развитием работы системы управления Немецким футбольным союзом немцы решили провести две встречи, чтобы задействовать в каждой из них по 11 игроков. 4 апреля 1909 состоялась та самая игра с Швейцарией, в которой немцы впервые одержали победу (в том матче играли футболисты родом с юга Германии); в тот же день состоялась и игра против Венгрии в Будапеште, завершившаяся ничьей 3:3 (там играли футболисты из Северной и Центральной Германии).
Несмотря на такие успехи, дальнейшее развитие успеха застопорилось, и организовать последующие матчи у немцев не получалось, а если они и проводились, то на довольно низком уровне. Так, в 1910 году на следующий же день после финала Кубка Германии, который состоялся в Кёльне, немецкая сборная проводила в Дуйсбурге матч с бельгийцами. За час до начала игры у немцев было набрано всего семь игроков, вследствие чего им пришлось набрать ещё четверых любителей из Дуйсбурга. Судил ту встречу Макс Графе, лейпцигский футбольный арбитр, который судил состоявшийся днём ранее финал Кубка Германии.

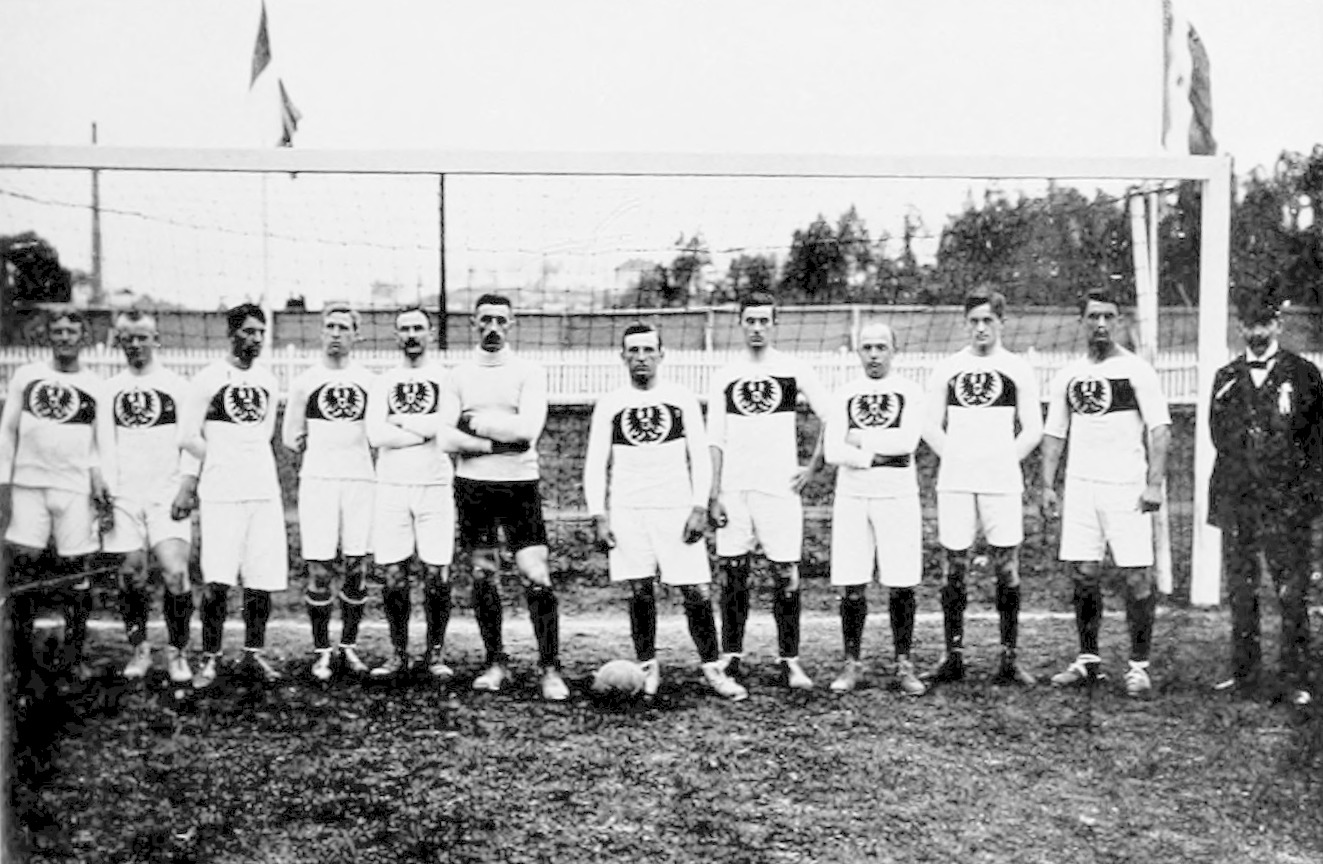
Сборная Германии накануне матча против сборной Российской империи — встречи, которая завершится с рекордным счётом 16:0 в пользу немцев

Первые крупные футбольные турниры проходили в рамках Олимпийских игр: в 1900 и 1904 годах они были показательными, а в 1908 году вошли в официальную программу Олимпийских игр. Немецкая сборная смогла дебютировать на Олимпиаде в 1912 году, но вылетела в первом же раунде, проиграв разгромно сборной Австрии со счётом 1:5. В утешительном турнире немцы сорвали всю злость на сборной России, отправив в её ворота 16 (!) мячей, что стало рекордом для сборной Германии и антирекордом для сборной России. В полуфинале немцы встретились с Венгрией и проиграли 1:3, оставшись без наград даже в утешительном турнире. Рекорд турнира и сборной установил Готфрид Фукс, который забил 10 мячей в матче против России.
В 1914 году Германия запланировала проведение нескольких встреч, но ввиду разразившейся Первой мировой войны эти матчи так и не состоялись. Были сорваны и планы проведения Олимпийских игр 1916 года в Берлине. Во время войны не было проведено вообще ни одного международного матча по футболу.

### Сборная Веймарской республики (1918—1933)
Незадолго до начала Первой мировой войны в матчах оставались очень маленькие следы дружелюбия. Голландская и немецкая сборные с 1912 по 1914 годы выясняли, кто из них является сильнее на футбольных полях Европы, чем приводили в восторг голландских зрителей. Однако из-за крупного военно-политического конфликта европейского масштаба Германия оказалась в полной изоляции в первые послевоенные годы.
В 1920 году сборная Швейцарии заявила о своём желании сыграть со сборной Германии, что произвело эффект разорвавшейся бомбы в футбольном мире. Великобритания, Франция и Бельгия осудили намерение швейцарцев, поскольку это было нарушением установившейся политической системы. Англия потребовала исключить Швейцарию из списка членов ФИФА, но, получив отказ, сама в гневе покинула Международную федерацию футбола. Швейцарцы же считали, что политику и спорт не стоит смешивать. В итоге в 1922 году швейцарцы провели матч против Германии, вследствие чего Бельгия отменила игру против Швейцарии. В 1923 году впервые сыграла против Германии Италия, а в 1929 году матч провела и вторая сборная Шотландии. Ещё раньше провели свои матчи Нидерланды, Швеция и Норвегия.
В 1922 году австрийский журнал Das illustrierte Sportblatt писал, что политика и идеология стали всё чаще проникать в футбол: встречи сборных Австрии и Германии использовались как пропаганда родства немцев и австрийцев. В 1924 году по «этическим соображениям» сборная Австрии объявила международный бойкот всех встреч, который был отменён в 1929 году.
В 1926 году сборную Германии впервые возглавил тренер-профессионал Отто Нерц, который привил сборной схему W-M. В 1928 году Германия впервые была допущена на Олимпийские игры, получив право и на участие в футбольном турнире. В первой же встрече немцы разгромили Швейцарию 4:0 и вышли во второй круг. В четвертьфинале Германия была побеждена Уругваем, будущим олимпийским чемпионом, со счётом 4:1. Игра с уругвайцами стала скандальной: два немецких футболиста и один уругвайский были отравлены, а немецкая пресса после матча обвинила уругвайцев в нечестной игре.
В 1930 году состоялась долгожданная встреча сборной Германии со сборной Франции после того, как французские войска покинули Рейнскую зону. Ни напряжённые франко-германские отношения, обременённые последствиями Первой мировой войны, ни заявления французской прессы об игре против Германии как об отражении немецкого штурма не помешали игрокам провести встречу.
В том же году в Уругвае стартовал первый чемпионат мира по футболу, в котором от Европы выступали всего четыре национальные сборные. Ряд европейских стран отказался отправлять своих футболистов в Уругвай через Атлантику из-за высокой цены на билеты и итоговой огромной суммы расходов, и в числе бойкотировавших чемпионат мира была Германия. Однако нет ни одного свидетельства, подтверждающего отказ Германии от участия по причине больших расходов.
Всего с 1929 по 1933 годы немцы провели 55 игр, в которых одержали 23 победы, сыграли 13 ничьих и 19 раз проиграли. Такие сносные результаты оправдывались международным бойкотом немецких спортивных команд и общей неподготовленностью немецкой сборной. В этот период наиболее влиятельные представители различных провинциальных футбольных ассоциаций особенно часто привлекали известнейших игроков своих клубов в состав сборной.

### Сборная Третьего Рейха (1933—1945)
5 марта 1933 на парламентских выборах в Германии победила НСДАП во главе с Адольфом Гитлером. В тот же день немцы планировали провести матч против французов, но французы, обеспокоенные победой национал-социалистов, заявили об отмене матча: опасения за своих игроков и болельщиков резко усилились. Только вмешательство Жюля Риме позволило избежать международного скандала и перенести игру на 19 марта. Немецкие власти сделали всё возможное, чтобы обеспечить безопасность проведения матча и отвлечь внимание французов от политики. Издание Völkischer Beobachter после игры восторженно отзывалось о Жюле Риме, действия которого гарантировали порядок на стадионе и исключили какие-либо конфликты, а сам матч был назван «лучшим доказательством высокого уровня культурности немецкого народа». Национал-социалисты, впрочем, использовали этот матч для пропаганды: в том же издании сообщалось, что власти значительно снизили цены на стоячие места, тем самым подчеркнув свою заботу о простых гражданах.
Характерной чертой графика выступлений немецкой сборной в годы существования Третьего Рейха являлось проведение сразу двух матчей в некоторые дни: 15 сентября 1935 команда играла одновременно в Бреслау и Штеттине, 27 сентября 1936 — в Праге и Крефельде, 21 марта 1937 — в Штутгарте и Люксембурге, 20 марта 1938 — в Нюрнберге и Вуппертале, 26 марта 1939 во Флоренции и Люксембурге, 5 октября 1941 — в Стокгольме и Хельсинки. Во всех случаях выступал именно основной состав сборной, а не две сборные (первая и вторая). Дважды в 1923 и 1933 немцы играли два матча против Италии в Милане и Болонье.
В 1934 году сборная Германии впервые поехала на чемпионат мира в Италию. Соревнования проходили тогда по олимпийской системе. Сборной удалось дойти до полуфинала, причём в первом же матче против Бельгии, который немцы выиграли 5:2, игрок Эдмунд Конен оформил хет-трик. В четвертьфинале немцы победили шведов 2:1, в полуфинале были разбиты командой Чехословакии со счётом 3:1, причём в полуфинале именно вратарь Виллибальд Кресс стал виновником поражения, допустив несколько роковых ошибок. В матче за третье место немцы одержали победу 3:2 над австрийцами.
В 1935 году Германия сыграла сразу 17 товарищеских матчей в рамках программы улучшения международных отношений. Играя против слабых противников, немцы повышали свой боевой дух и уверенность в себе, активно развивая «национальное самосознание». Подобными мерами людям прививалась мысль о «коллективном чувстве достижения». В 1936 году бронзовые призёры чемпионата мира приняли участие в берлинской Олимпиаде, и немцы рассчитывали без особых усилий взять золотые медали. Казалось, что победа в стартовом матче над Люксембургом со счётом 9:0 станет тому ярким подтверждением, но в следующем же матче Германия проиграла Норвегии со счётом 0:2 на глазах Адольфа Гитлера (именно на этом матче впервые присутствовал фюрер). Поражение стало катастрофой для нацистских лидеров, вследствие чего эту игру было запрещено предавать большой огласке. Больше на Олимпийских играх сборной Третьего Рейха выступить не удалось
.
После Олимпиады немцы долгое время не могли найти виновного, но таковым оказался Отто Нерц, которого обвинили в вылете с турнира (вместе с тем Феликс Линнеман возложил всю вину на игроков). Нерца должен был заменить Зепп Хербергер, но Отто отказывался отдавать свой пост и постоянно конфликтовал с Хербергером. Только в 1938 году Нерца уволили, а Хербергер занял пост тренера. Сборная под его руководством выиграла квалификацию к чемпионату мира 1938 года, обыграв команды Эстонии, Финляндии и Швеции. В апреле 1938 года после аншлюса Германия сыграла памятную встречу с Австрией в знак объединения стран, в которой австрийцы (а там были заиграны преимущественно профессионалы) одержали уверенную победу. После игры немецкое футбольное руководство заявило, что по крайней мере половину сборной должны составлять австрийцы как более опытные игроки. Но подобное решение стало ошибкой: австрийские профессионалы и немецкие любители в сборной зачастую конфликтовали, и взаимные недоверие и неприязнь стали неотъемлемой частью поведения команды.
В 1938 году сборная Германии поехала на чемпионат мира во Францию, откуда вернулась «на щите» уже после первого раунда. Первая игра против Швейцарии завершилась ничьей 1:1 как в основное, так и в дополнительное время. Было принято решение о переигровке, и в повторной встрече швейцарцы наголову разгромили немцев 4:2. Игре придавалась политическая окраска: швейцарцы всё чаще и чаще открыто высказывались против нацистского режима, что придало сил футболистам альпийской сборной и закрепостило немцев. Этот проигрыш в первом раунде стал худшим выступлением сборной Германии на чемпионатах мира (и остаётся таковым вплоть до наших дней), и именно этим бесславным выступлением сборная Третьего Рейха завершила свою историю официальных игр в рамках турниров ФИФА. В 1939 году, когда до начала Второй мировой войны оставалось не так много времени, немцы провели 15 товарищеских матчей, показывая свои добрые намерения и желание не смешивать футбол и политику. В 1940 году должны были состояться Олимпийские игры в Хельсинки, но их отменили ввиду войны, и большая часть футболистов ушла на фронт. Нацистский режим настаивал на призыве всех спортсменов в армию, утверждая, что все люди, вне зависимости от социального положения, должны служить в армии и защищать страну.
Матчи пришлось проводить с командами нейтральных стран, хотя и там проявлялись сильные антинацистские настроения. Причиной тому стали многочисленные отказы сборных оккупированных стран от матчей: датский король Кристиан X запретил проводить матч Дании и Германии, поскольку считал подобный ход жестом подчинения Германии и не собирался становиться марионеткой в руках Гитлера. В ноябре 1940 года немцы всё-таки приняли решение о возобновлении матчей со сборными нейтральных государств: во-первых, выступление за сборную по футболу освобождало юношу от службы в вермахте, а во-вторых, пропаганда превосходства «расы господ» должна была проводиться и в спорте. Несмотря на то, что Германия и её союзники не пользовались популярностью среди широких слоёв населения Швейцарии, именно в матчах с их сборными политическая верхушка Швейцарии позволяла создать образ безоговорочно нейтральной державы. 20 апреля 1941 года, в день рождения Адольфа Гитлера, в Берне состоялся матч Германия-Швейцария, в котором немцы потерпели неожиданное поражение. Рассерженный этим проигрышем Йозеф Геббельс написал письмо имперскому министру спорта Гансу фон Чаммер-унд-Остену, в котором попросил «избегать каких бы то ни было спортивных мероприятий, в благоприятном результате которых существует хотя бы малейшее сомнение».
В июне 1941 года руководство Имперского министерства спорта отменило все матчи, поскольку армия готовилась ко вторжению в СССР. В октябре 1941 года личным указом Гитлер разрешил возобновить матчи, поскольку войска Вермахта уже были недалеко от Москвы. В 1942 году Зепп Хербергер собрал команду из 20 игроков, большая часть из которых отслужила на фронте и получила многочисленные награды в виде Железных крестов или памятных знаков. Страха перед соперниками у них вовсе не наблюдалось во время подготовки к матчам. Одна из игр состоялась в Берлине, соперником стала сборная Швеции, которая одержала победу над немцами. Геббельс снова был в бешенстве и запретил проводить в Берлине матчи, а вскоре и вовсе заявил, что проведение спортивных соревнований не приносит пользы немецкому народу, отвлекая его от войны. В 1942 году по предложению Геббельса были сыграны последние матчи, поскольку предложенная им доктрина тотальной войны не предусматривала проведение массовых спортивных мероприятий. 22 ноября 1942 немцы провели последний матч против Словакии и выиграли 5:2. На этом история сборной Третьего Рейха завершилась: следующий официальный матч немцы провели только спустя восемь лет.

### Послевоенные годы и «чудо в Берне» (1945—1958)

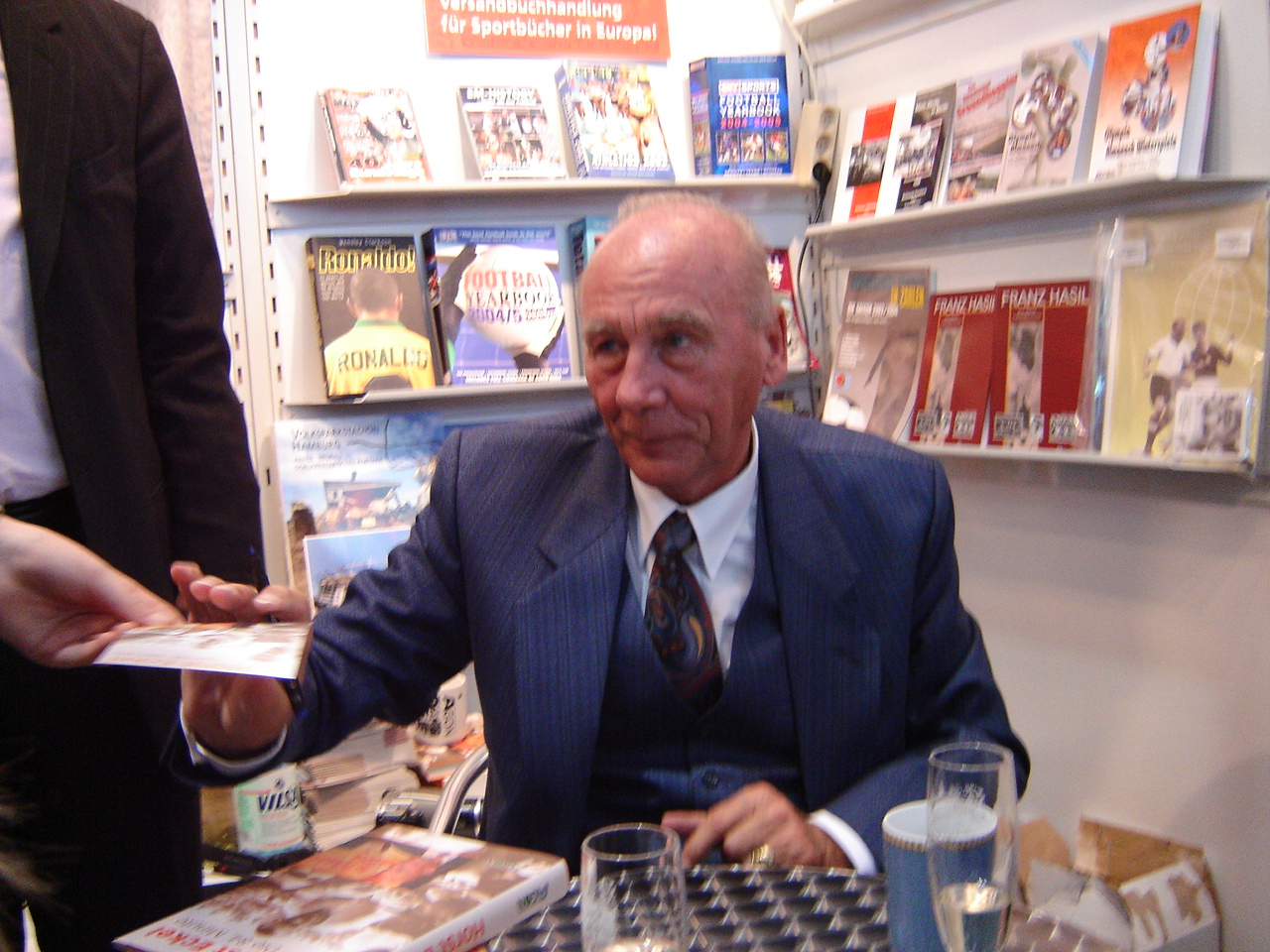
Хорст Эккель, чемпион мира 1954 года

Германия, исключённая из ФИФА в 1942 году, уже после завершения войны попыталась восстановить своё членство в 1948 году. Однако немцам было отказано в этом: не помогла даже поддержка со стороны Швейцарии. Швейцарцы организовали три матча между клубами Швейцарии и Германии в рамках восстановления немецкого футбола, которые были раскритикованы в зарубежной прессе (особенно агрессивно отзывалась голландская пресса). Швейцарии удалось избежать бойкота со стороны ФИФА только благодаря наложенному Швейцарским футбольным союзом на организаторов этих матчей символическому штрафу в размере 500 швейцарских франков. В январе 1950 года началось повторное рассмотрение вопроса о восстановлении членства Германии в ФИФА, но только в сентябре Германия снова стала полноправным членом ФИФА.
В Штутгарте 22 сентября 1950 года состоялась первая послевоенная игра немецкой сборной против команды Швейцарии: в который раз немцы начинали свою новую футбольную эпоху матчем против сборной альпийской страны. Игра завершилась победой немцев со счётом 1:0, единственный гол забил Херберт Бурденски, а командой руководил всё тот же Зепп Хербергер. В 1952 году был восстановлен Немецкий футбольный союз, который контролировал немецкую сборную и управлял всем немецким футболом (вскоре в Восточной Германии появился свой футбольный союз). Немцы продолжили игры против нейтральных стран или бывших союзников по Второй мировой войне, а в октябре 1952 года провели впервые после войны матч против страны из антигитлеровской коалиции: в Париже немцы сыграли со сборной Франции и уступили 1:3. Тренер Хербергер в первые годы своей работы принял неожиданное решение не вызывать в сборную играющих за границей футболистов: так вратарь Берт Траутман, который играл за английский «Манчестер Сити», лишился шансов попасть в сборную Германии.
На чемпионат мира 1950 года немцы не попали, поскольку во время отбора не состояли в ФИФА. В 1954 году им удалось попасть на чемпионат мира в Швейцарию, обойдя сборные Саара и Норвегии. В финальной части немцы попали в группу с Турцией (она обошла Испанию по жребию), Венгрией (олимпийские чемпионы 1952) и Южной Кореей. По формуле соревнований каждая сборная играла по две встречи: немцы сначала выиграли у Турции со счётом 4:1, но затем Хербергер изменил состав перед матчем с Венгрией, и в итоге Германия была разбита 3:8. Тренера раскритиковали за подобные перестановки, хотя по игре Германия значительно уступала Венгрии. В дополнительном матче за место в плей-офф немцы выиграли 7:2 у Турции и вышли в четвертьфинал против Югославии, который выиграли 2:0.
В полуфинале была разгромлена сборная Австрии со счётом 6:1, и впервые в истории немцы вышли в финал. Финальный матч проходил в Берне 4 июля: большинство экспертов предрекали победу Венгрии, поскольку немцы были разгромлены ещё на групповом этапе. Но, как оказалось, это был тайный план Хербергера: в групповом этапе был выставлен резервный состав, который принял на себя всю мощь атаки венгров. На финал Зепп выпустил основной состав. К 10-й минуте немцы «горели» со счётом 2:0 (отличились Ференц Пушкаш и Золтан Цибор), и уже казалось, что Венгрия удержит легко этот результат. Но к 18-й минуте ситуацию удалось исправить благодаря вмешательству Макса Морлока и Хельмута Рана. На 84-й минуте всё тот же Хельмут Ран забил спасительный гол и вырвал победу: немецкая сборная сокрушила Олимпийских чемпионов 1952 года, прервала их беспроигрышную серию из 32 игр и выиграла чемпионат мира. Героями того матча считаются вратарь Тони Турек, а также нападающие Хельмут Ран и Фриц Вальтер (капитан команды).
Во время матча немецкие болельщики на трибунах пели первый куплет «Песни немцев», что возмущало многих людей: эта песня ранее являлась гимном Германской империи и всего Третьего Рейха. Оправдать подобное поведение мог только тот факт, что не все болельщики знали третий куплет, который и сейчас является официальным гимном Германии.
Ниже приведена цитата из комментария Херберта Циммермана, который вёл трансляцию финального матча по немецкому радио: здесь описываются события, которые предшествовали третьему голу немцев.

Турек, какой ты отчаянный — Турек, ты просто бог футбола. (…) Осталось шесть минут до окончания матча на стадионе «Ванкдорф» в Берне. Нет спешки. Дождь идёт не переставая. Тяжело, но публика не расходится — они не могут! Чемпионат мира по футболу проходит каждые четыре года, и когда вы видите такую концовку, вы сосредоточены, сконцентрированы; немцы на левом фланге отдают Шеферу, Шефер отдаёт Максу Морлоку, удар по воротам Венгрии — Божик, в очередной раз Божик на мяче. Он теряет мяч, его подхватывает Шефер, навешивает с фланга — скидка головой назад — в штрафную врывается Ран, который должен бить — Ран бьёт по воротам! ГОООООЛ! ГОООООЛ! ГОООООЛ! ГОООООЛ! … Сборная Германии забивает гол — Ран пробил с левой ноги, до этого навесил Шефер, который перехватил мяч у Божика. Счёт 3:2 в пользу Германии за пять минут до конца игры! Вы считаете меня безумным, сумасшедшим, но я считаю, что у футбола есть сердце, и вы должны радоваться за нашу команду и всех нас, и теперь надо скрестить пальцы. Четыре с половиной минуты осталось до конца матча на «Ванкдорфе»! (…) Всё! Всё! Всё! ВСЁ! Матч завершён! Германия — чемпион мира! Мы выиграли у Венгрии со счётом 3:2 в Берне!
Оригинальный текст (нем.)Turek, du bist ein Teufelskerl – Turek, du bist ein Fußballgott. (…) Sechs Minuten noch im Wankdorf-Stadion in Bern. Keiner wankt. Der Regen prasselt unaufhörlich hernieder. Es ist schwer, aber die Zuschauer, sie harren nicht aus – wie könnten sie auch! Eine Fußballweltmeisterschaft ist alle vier Jahre, und wann sieht man ein solches Endspiel, so ausgeglichen, so packend, jetzt Deutschland am linken Flügel durch Schäfer, Schäfers Zuspiel zu Morlock wird von den Ungarn abgewehrt, und Bozsik, immer wieder Bozsik, der rechte Läufer der Ungarn am Ball. Er hat den Ball verloren diesmal, gegen Schäfer – Schäfer nach innen geflankt – Kopfball – abgewehrt – aus dem Hintergrund müsste Rahn schießen – Rahn schießt! – Tooooor! Tooooor! Tooooor! Tooooor! … Tor für Deutschland – Linksschuss von Rahn, Schäfer hat die Flanke nach innen geschlagen, Schäfer hat sich gegen Bozsik durchgesetzt. Drei zu zwei für Deutschland fünf Minuten vor dem Spielende. Halten Sie mich für verrückt, halten Sie mich für übergeschnappt, ich glaube, auch Fußballlaien sollten ein Herz haben, sollten sich an der Begeisterung unserer Mannschaft und an unserer eigenen Begeisterung mit freuen und sollten jetzt Daumen halten. Viereinhalb Minuten Daumen halten in Wankdorf. (…) Aus! Aus! Aus! – Aus! – Das Spiel ist aus! Deutschland ist Weltmeister! Schlägt Ungarn mit drei zu zwo Toren im Finale in Bern!

Состав немецкой сборной в том матче был таков: 1.Тони Турек. 3.Вернер Кольмайер. 6.Хорст Эккель. 7.Йозеф Позипаль. 8.Карл Май. 10.Вернер Либрих. 12.Хельмут Ран. 13.Макс Морлок. 15.Оттмар Вальтер. 16.Фриц Вальтер. 20.Ханс Шефер. Команда чемпионов вернулась на родину на специальном поезде «Красная молния» (нем. Roter Blitz), игроков встречали многочисленные болельщики. Победа немецкой сборной стала настоящим чудом для страны, которая к тому моменту не оправилась от последствий Второй мировой войны, и привела к мощному эмоциональному и экономическому буму. Многочисленные политологи и социологи утверждают, что отсчёт истории современной Федеративной Республики Германия ведётся именно с момента победы сборной на чемпионате мира. По мнению Ханса-Йоахима Винклера, «чудо в Берне» внесло свой вклад в «поднятие национального духа жителей ФРГ».
Недоброжелатели обвиняли немецкую сборную в нечестной игре: по заявлению некоторых венгерских специалистов, Зепп Хербергер и его команда употребляли какие-то запрещённые медицинские препараты, которые и помогли им выиграть. Ференц Пушкаш в интервью французскому журналу «L’Equipe» заявил, что в перерыве немцы якобы приняли внутрь какие-то медицинские препараты, после чего во втором тайме они в буквальном смысле задавили венгров и не позволили им поменять ход встречи. В раздевалке действительно были найдены шприцы, которые потом выбросил уборщик стадиона Вальтер Бронниман, однако правду об этих вещах он рассказал только в 2004 году. И тот, и другой вынуждены были молчать об этих фактах: Пушкаша заставила ФИФА отказаться от своих слов под угрозой санкций (он сослался на неверный перевод), а Бронниман поклялся работодателям молчать.
Вскоре немцы сами раскрыли правду: врач сборной Франц Лооген рассказал, что в перерыве игрокам сделал инъекции витамина C для укрепления сил. Отто Вальтер, Ханс Шефер и Хорст Эккель после игры подтвердили факт, что им делали уколы, но слово «допинг» или понятие «запрещённые вещества» для них были неизвестными. Косвенным доказательством употребления допинга стало то, что восемь игроков сборной заболели гепатитом: в течение полутора лет Фриц Вальтер, Ханс Шефер и Хорст Эккель не играли за сборную, а Хельмут Ран, Макс Морлок и Тони Турек сыграли всего одну встречу. Особенно тяжело болели Макс Морлок и Вернер Либрих. Но несмотря на то, что информация о допинге была признана достоверной, результаты чемпионата мира ФИФА оставила в силе, поскольку закон о запрете использования допинга обратной силы не имеет, а сама сборная Германии одержала победу не столько за счёт допинга, сколько за счёт психологической подготовки. В настоящее время большая часть немцев всё-таки считает рассказы о допинге ложью. Сами венгры после интервью Пушкаша объявили бойкот матчам с Германией, отменив его только в 1960 году и принеся официальные извинения Немецкому футбольному союзу.
Однако после этого успеха немецкая сборная почему-то расслабилась: в 1954 году добрая часть игроков завершила карьеру в сборной. Команду пришлось пополнять новыми игроками, в число которых попал и Роберт Шлинц, потерявший левую руку в 1948 году после автокатастрофы. В 1955 году немецкая сборная нанесла визит в Москву, где сыграла со сборной СССР. Некоторые политики обвиняли немецкую сборную в неуважении к немцам, поскольку в те годы в СССР всё ещё находилось огромное количество немецких военнопленных. Самих же немецких гостей советские граждане встречали вполне радушно и организовали для них торжественный приём. В матче 21 августа 1955 советская сборная оказалась сильнее, выиграв со счётом 3:2, а тренер сборной СССР Гавриил Качалин отдал должное сопернику, отметив в составе немцев Хельмута Рана, Фрица Вальтера, Хорста Эккеля и «блестящего центрального полузащитника» Вернера Либриха.

### Катастрофа на Уэмбли и «Игра столетия» (1958—1972)
На чемпионат мира 1958 года, который проходил в Швеции, сборная Германии автоматически прошла в ранге чемпиона мира, попав в группу к Северной Ирландии, Аргентине и Чехословакии. В стартовом матче против Аргентины немцы одержали первую в своей истории победу над неевропейской командой со счётом 3:1, после чего разыграли две ничьи с командами Чехословакии и Северной Ирландии с одинаковым счётом 2:2. В четвертьфинале они выиграли у Югославии со счётом 1:0 благодаря голу на 12-й минуте Хельмута Рана. В полуфинале против сборной Швеции, который в историографии немецкого футбола называется «Гётеборгским котлом», немцы потерпели сокрушительное поражение со счётом 1:3, которое было горьким ещё и из-за травмы Фрица Вальтера и дисквалификации Эрика Юсковяка. Обескровленная сборная была в пух и прах разбита Францией со счётом 6:3 в матче за третье место. Последний матч в 1958 немцы провели за пределами Европы (впервые в своей истории), проведя матч против сборной Египта 28 декабря, но проиграли 1:2.
Антишведские настроения царили в Германии спустя долгое время после чемпионата мира: шведские фанаты, громко распевая фанатскую песню «Heja Sverige!», зачастую скандировали оскорбительные кричалки в адрес немцев и даже дрались. Президент Немецкого футбольного союза Пеко Бауэнс заявлял, что шведы проводили «кампанию клеветы» по отношению к немцам, хотя по мнению журнала Kicker, шведы всегда так себя вели. Досталось также и венгерскому арбитру Иштвану Жолту, который якобы судил в пользу хозяев и мстил немцам за проигранный четыре года назад финал. В ответ на такие заявления шведы запретили немцам уезжать вплоть до окончания чемпионата мира, позволив им появиться только на финальном банкете по случаю завершения турнира, несмотря на возражения ФИФА. Некоторые лица потом утверждали, что шведская делегация на выборах хозяев чемпионата мира 1966 года умышленно голосовала против Германии именно по причине таких антишведских настроений.
В отборочном турнире к чемпионату мира 1962 года, финальная часть которого должна была состояться в Чили, немцы одержали четыре победы над сборными Северной Ирландии и Норвегии, выйдя в финальную часть. Перед чемпионатом мира вместо Ханса Тильковски в качестве вратаря взяли юного уроженца Ульма Вольфганга Фариана. В групповом этапе немцы разыграли нулевую ничью с Италией, выиграли у Швейцарии (2:1) и Чили (2:0), но в четвертьфинале проиграли Югославии 0:1. После турнира Хербергер подал в отставку: его тактика WM устарела (большинство стран предпочитали системы 4-2-4 и 4-3-3), а игра от обороны уже не была эффективна. Хербергер готов был привлечь в сборную даже Фрица Вальтера, но всё равно ему пришлось покинуть свой пост. Его место занял Хельмут Шён, хотя Хербергер настаивал на приглашении Фрица Вальтера.
Вместе с Хельмутом Шёном началась новая эра немецкого футбола. Немецкая сборная успешно отобралась на чемпионат мира в Англию, обыграв своих соперников из Швеции в Стокгольме. Путь на чемпионате начался с победой над Швейцарией со счётом 5:0, в этом матче дублями отметились юный Франц Беккенбауэр и опытный итальянский легионер Хельмут Халлер. Во втором матче с Аргентиной была сыграна нулевая ничья, и сам он запомнился обилием фолов. В третьем матче немцы одолели испанцев со счётом 2:1 благодаря великолепным голам Лотара Эммериха и Уве Зеелера и вышли в плей-офф.

Финал чемпионата мира 1966 года: англичане забивают скандальный гол

Дальнейший турнирный путь сборной Германии, как и все остальные матчи чемпионата, был богат на травмы и удаления. В четвертьфинале немцами был разбит Уругвай со счётом 4:0, причём у уругвайцев были удалены два игрока. В полуфинале немцы взяли верх над сборной СССР со счётом 2:1, травмировав Йожефа Сабо в самом начале матча и спровоцировав Игоря Численко, который был удалён с поля. Единственный гол немцы пропустили в конце матча, когда советская сборная фактически играла вдевятером. В обеих встречах пресса критиковала немцев за хамскую игру и отвратительное поведение на поле. В конце концов, в финале в Лондоне сборная Германии потерпела сокрушительное фиаско от хозяев турнира — англичан — в дополнительное время со счётом 4:2. Матч ознаменовался скандальным голом англичан, которого, по мнению немцев, вовсе не было. Несмотря на то, что инженеры Оксфордского университета позднее установили, что гола действительно не было, ФИФА не стало аннулировать результаты встречи.
Германия, которая пропускала квалификации к чемпионатам Европы 1960 и 1964 годов, бойкотируя их совместно с большинством стран Западной Европы, в 1968 году всё же решилась принять участие в отборочном турнире. Начав с крупной победы над албанцами со счётом 6:0, немцы получили пощёчину от Югославии, проиграв ей в гостях 1:0. Взяв реванш дома со счётом 3:1, немцам требовалось выиграть у албанцев в гостях. Однако 17 декабря 1967 в Тиране грянул гром: немцы не смогли распечатать ворота балканской команды и из-за нулевой ничьи остались без чемпионата Европы. Не помог даже лучший бомбардир чемпионата Германии Петер Майер. Впрочем, таких вольностей немцы больше себе не позволяли и с этого момента всегда пробивались на чемпионаты мира и Европы.
На чемпионат мира 1970 года немцы успешно прошли, расправившись с шотландцами в двухматчевом противостоянии: в Глазго была зафиксирована ничья 1:1, в ответном матче 22 октября 1969 в Гамбурге победа бундестим со счётом 3:2 вывела немцев в финальную часть чемпионата мира. Там на групповом этапе немцы с большим трудом одолели марокканцев со счётом 2:1, пропустив гол на 21-й минуте, сравняв счёт на 56-й (отличился Уве Зеелер) и вырвав победу на 78-й минуте (Герд Мюллер забил победный мяч). Матч стал последним для Хельмута Халлера, который ушёл с поля на 45-й минуте. Во втором матче немцы разнесли Болгарию со счётом 5:2, в третьем была побеждена сборная Перу со счётом 3:1. В каждом из матчей хет-триком отметился Герд Мюллер, который гарантировал немцам лучший результат на групповом этапе за всю историю чемпионатов мира на тот момент.
В плей-офф немцы столкнулись с командой Англии, которой пытались отомстить за поражение в предыдущем финале. Англичане вели 2:0 до 69-й минуты благодаря голам Алана Маллери и Мартина Питерса. Однако к концу встречи ворота Питера Бонетти немцы успели поразить дважды: Франц Беккенбауэр и Уве Зеелер перевели игру в овертайм, причём Зеелер забил невероятный гол головой. В овертайме вездесущий Герд Мюллер принёс победу со счётом 3:2 и вывел немцев в полуфинал. Игра против Италии получила название «игры столетия»: в невероятном поединке итальянцы открыли счёт уже на 8-й минуте, но немцы перевели игру в овертайм благодаря голу Карла-Хайнца Шелленгера на последней минуте второго тайма. В дополнительное время дубль Мюллера дал немцам надежду на спасение, но на 111-й минуте при счёте 3:3 своё слово сказал Джанни Ривера, вытащив Италию в финал, где «синяя эскадра» проиграла Бразилии 4:1. В матче за третье место Германия обыграла Уругвай 1:0 и стала бронзовым призёром, а Герд Мюллер получил приз лучшего бомбардира.

### Большие финалы и большие скандалы (1972—1982)
В 1972 году сборная Германии стала чемпионом Европы по футболу, отправив на первенство в Бельгию лучший, по мнению фанатов, состав за всю историю немецкого футбола. В отборочном туре немцы расправились с Польшей, Турцией и той самой Албанией, которая не пустила их на предыдущее первенство. 29 апреля 1972 сборная Германии в Лондоне разгромила англичан 3:1 благодаря голам Ули Хёнесса, Гюнтера Нетцера и Герда Мюллера. Даже британская пресса была в восторге от игры немцев, отметив Мюллера. В ответном матче в Берлине была зафиксирована нулевая ничья. 26 мая 1972 немцы успели сыграть товарищеский матч против сборной СССР на новом Олимпийском стадионе Мюнхена, который готовился к принятию Олимпиады. Немцы уверенно разгромили советскую команду 4:1 и отправились в Бельгию. В полуфинале хозяева были сломлены со счётом 2:1, а в финале немцы встретились со сборной СССР и снова подтвердили свой класс, отправив три безответных мяча (дубль Герда Мюллера и гол Херберта Виммера) и завоевав заветный кубок Европы. Победу омрачили немецкие болельщики, которые устроили беспорядки в Брюсселе, что было весьма удивительным для обычно малоэмоциональных немцев.
В 1974 году сборная Германии одержала победу и на домашнем чемпионате мира: сначала на групповом этапе ФРГ выиграла у Чили 1:0 и у Австралии 3:0. Затем 22 июня 1974 первый и последний раз в официальной встрече команда ФРГ столкнулась с командой ГДР, и восточные немцы нанесли неожиданное поражение западным соседям благодаря голу Юргена Шпарвассера, что позволило ГДР выйти из группы с первого места. Однако во втором раунде ГДР угодила в «группу смерти» к бразильцам, аргентинцам и голландцам, опередив только аргентинцев. ФРГ обошла Польшу, Швецию и Югославию. В финальном поединке голландцы открыли счёт уже на 2-й минуте благодаря Йохану Нескенсу, но на 25-й минуте Пауль Брайтнер с пенальти сравнял счёт, а на 43-й минуте легендарный Герд Мюллер поставил точку в матче. Голландцы так и не смогли отыграться: их главная звезда, Йохан Кройф, был выключен из игры умелым Берти Фогтсом. После победы в финале сборная ФРГ обратилась к команде ГДР со словами благодарности: по словам игроков, именно победа восточных немцев позволила команде ФРГ «спуститься с небес на землю» и сконцентрироваться на борьбе за кубок мира, а не на выходе в более лёгкую группу, а также помочь Хельмуту Шёну и Францу Беккенбауэру реализовать свои тактические идеи.
Сборная ФРГ, выиграв чемпионат Европы 1972 и чемпионат мира 1974 годов, впервые в истории оформила «золотой дубль» на уровне сборных: из европейских команд подобное сумели сделать французы в 1998 и 2000 годах, а также испанцы в 2008 и 2010 годах, защитив титул чемпионов Европы в 2012 году. Тренер Хельмут Шён в самом турнире задействовал 22 футболистов, но на поле всего выходили 18 игроков:
- вратарь: Зепп Майер
- защитники: Берти Фогтс, Пауль Брайтнер, Шварценбек, Франц Беккенбауэр и Хорст-Дитер Хёттгес
- полузащитники: Херберт Виммер, Бернхард Кулльман, Гюнтер Нетцер, Вольфганг Оверат, Ули Хёнесс, Хайнц Флоэ и Райнер Бонхоф
- нападающие: Юрген Грабовски, Хайнкес, Герд Мюллер, Бернд Хёльценбайн и Дитер Херцог.

Чемпионами также стали, не сыграв ни одного матча, Юпп Каппелльман, Хельмут Кремерс, Норберт Нигбур и Вольфганг Клефф.
В 1976 году состоялся последний чемпионат Европы по футболу с четырьмя командами в финале, и матчи финальной части принимала Югославия. Герд Мюллер завершил карьеру в сборной, выиграв чемпионат мира, вследствие чего немцам пришлось обходиться без его услуг (на помощь пришёл Дитер Мюллер). В полуфинале немцы попали на хозяев турнира и к 32-й минуте проигрывали 0:2, однако на 46-й минуте сначала Хайнц Флоэ отыграл один гол, а затем Дитер Мюллер на 65-й минуте сравнял счёт. На 79-й и 80-й минутах Дитер отправил два мяча в ворота югославов и вытащил сборную Германии в финал. В финале немцы поняли, что титул им не удастся защитить, как не удалось это сделать сборной СССР в 1964 году после победы в 1960 году. Чехословацкая сборная открыла счёт уже на 8-й минуте, удвоив преимущество на 25-й. Но на 28-й минуте снова Дитер Мюллер отыграл один гол, а на 90-й минуте Бернд Хёльценбайн сравнял счёт и вывел игру в овертайм. Счёт не изменился в дополнительное время, и настала серия пенальти, которую ввели только в 1968 году (тогда Италия только по жребию прошла в финал вместо сборной СССР и только в переигровке обыграла Югославию в финале).
Команды шли бок о бок в серии пенальти: сначала забил чехословак Мариан Масный, на его удар точным ударом ответил Райнер Бонхоф; во втором раунде забили Зденек Негода и Хайнц Флоэ; в третьем раунде пенальти забили капитан чехословаков Антон Ондруш и новичок бундестим Ханс Бонгарц. Четвёртый раунд фактически решил судьбу матча: Ладислав Юркемик успешно переиграл Зеппа Майера, и к отметке отправился Ули Хёнесс. Два года назад в матче с Польшей на 53-й минуте Хёнесс умудрился не забить пенальти, который отбил вратарь Ян Томашевский. Хотя тогда сборную спас Герд Мюллер, в этот раз удача снова отвернулась от Хёнесса: он поскользнулся на газоне, отправил мяч выше ворот и упал на спину, расстроившись. Чехословакия не простила ошибку Германии, и Антонин Паненка своим фирменным ударом принёс победу Чехословакии и чемпионский титул. Утешением для немцев стал приз лучшего бомбардира, вручённый Дитеру Мюллеру.
Чёрная полоса, которая началась в 1976 году с этим злополучным промахом Ули Хёнесса, продолжилась на чемпионате мира 1978 года, проходившем в Аргентине. Германия выбралась во второй групповой этап после разгрома сборной Мексики 6:0 и нулевых ничьих с Польшей и Тунисом. Во втором раунде две ничьи против Италии и Нидерландов поставили немцев в щекотливое положение: к третьему туру второго группового этапа у них были теоретические шансы попасть в финал, в матч за третье место или вовсе вылететь с турнира. Немецкой сборной нужно было выиграть хотя бы с разницей в пять мячей у сборной Австрии и дождаться ничьи в параллельном матче Нидерланды-Италия, а любой другой результат в параллельном матче оставлял бы немцам только право на матч за бронзовые медали (тогда им хватило бы ничьей). Поражение ставило крест на дальнейшем выступлении и выбивало Германию из борьбы.
Решающая игра с Австрией состоялась 21 июня 1978 в Кордобе. Открывшие счет усилиями Карла-Хайнца Румменигге на 19-й минуте игроки сборной Германии упустили преимущество из-за Берти Фогтса, срезавшего мяч в свои ворота на 59-й минуте. Через 9 минут Ханс Кранкль вывел сборную Австрии вперёд, но не прошло и нескольких секунд, как Бернд Хёльценбайн сравнял счёт. Австрийцы осаждали ворота немцев беспрепятственно, хотя немецкая команда пыталась контратаковать. В параллельном матче голландцы выигрывали 2:1, и финал уплывал из рук немцев. А на 87-й минуте они остались и без утешительного финала, когда Ханс Кранкль забил и второй свой мяч.
Австрия была в восторге от победы над Германией, поскольку последний раз побеждала только в довоенные годы. Этот матч был назван Кордобским чудом, и толпы многочисленных фанатов в Вене приветствовали своих кумиров во главе с тренером Хельмутом Сенековичем, которые преподнесли величайшую сенсацию года. В Германии пресса окрестила игру Кордобским позором, и немецкие болельщики долгое время находились в подавленном состоянии, выражая презрение, недоумение и растерянность, а кто-то даже пребывал в бешенстве, поскольку не мог простить проигрыша принципиальнейшим противникам. Взявший на себя вину за поражение Хельмут Шён ушёл в отставку, а вскоре об этом матче немцы и вовсе забыли. Новым наставником стал Юпп Дерваль.
Немецкая сборная при новом наставнике выдала 23-матчевую беспроигрышную серию, а в 1980 году второй раз выиграла чемпионат Европы, проходивший в Италии. Германия заняла первое место в группе (победы над Чехословакией и Нидерландами, хет-трик Клауса Аллофса в ворота голландцев и нулевая ничья с Грецией) и одолела в финале Бельгию благодаря дублю Хорста Хрубеша. В конце 1980 года Германию как чемпиона мира пригласили на золотой кубок чемпионов мира по футболу — в некотором роде предшественник Кубка конфедераций. На кубке немецкая команда, однако, потерпела неудачу, проиграв два матча Аргентине (1:2) и Бразилии (1:4). Поражение от Бразилии стало крупнейшим со времён проигрыша на чемпионате мира 1958 года в матче за третье место.
В 1982 году на чемпионате мира в Испании сборная Германии снова начала борьбу за заветный кубок мира. Германия выиграла 8 матчей из 8 в квалификации, но на групповом этапе уже столкнулась с неприятностями: сначала она проиграла Алжиру со счётом 1:2, что стало ударом по самолюбию немцев. Во втором матче немцы разгромили Чили 4:1, но и этого не было достаточно для выхода. В третьем групповом раунде немцы играли с австрийцами в городе Хихон и добились минимальной победы со счётом 1:0, что позволило выйти обеим командам и выбить из борьбы Алжир. Но большую часть времени игроки просто перекатывали мяч по полю и не собирались атаковать. У зрителей сложилось впечатление, что матч носит договорной характер, и болельщики стали освистывать футболистов обеих команд. Игроки не прекратили катать мяч и не попытались должным образом бороться, откровенно убивая время. Скандальную игру окрестили Хихонским пактом о ненападении, а сборные потеряли надолго авторитет в глазах фанатов. С этого момента все матчи третьего группового этапа начинались исключительно в одно и то же время.
Во втором групповом этапе Германия сыграла нулевую ничью с Англией и выиграла у Испании 2:1. Полуфинал против Франции стал самым грязным матчем на чемпионате: счёт открыли уже на 17-й минуте немцы усилиями Пьера Литтбарски, на 26-й минуте Мишель Платини сравнял счёт. На 50-й минуте вратарь сборной Харальд Шумахер откровенно снёс французского защитника Патрика Баттистона, который получил тяжёлую черепно-мозговую травму (к тому же у него были выбиты два зуба, пострадал позвоночник, и сам Баттистон впал в кому). Через 10 минут его заменили, а Шумахеру не показали даже карточку. В овертайме на 92-й минуте Мариус Трезор и на 98-й Ален Жиресс вывели команду вперёд, но Карл-Хайнц Румменигге и Клаус Фишер сравняли счёт на 102-й и 108-й минутах соответственно. В серии пенальти Харальд отразил удары Дидье Сикса и Максима Боссиса, выведя команду в финал.
В финале в Мадриде немцы встретились с итальянцами, которые прошли Аргентину и Бразилию на втором этапе, а также Польшу в полуфинале благодаря пяти голам Паоло Росси (он забивал Бразилии и Польше). На матче в почетной ложе стадиона были король Испании Хуан Карлос, президент Италии Алессандро Пертини и канцлер ФРГ Гельмут Шмидт. Итальянских болельщиков на трибунах оказалось больше, чем немцев, к тому же за Италию болела испанская публика, освистывавшая каждое действие Харальда Шумахера. Проблемой для немцев была и травма Карла-Хайнца Румменигге, который не мог справиться с Джузеппе Бергоми и ушёл с поля в середине второго тайма. Три гола забили Паоло Росси, Марко Тарделли и Алессандро Альтобелли. Гол престижа забил только на 83-й минуте Пауль Брайтнер, который не подсластил горечь поражения в финале. Германия второй раз проиграла финал чемпионата мира, а Паоло Росси ещё и обошёл в споре бомбардиров Румменигге.

### Путь к третьему кубку мира и объединение Германии (1982—1998)
Чемпионат Европы 1984 года мог остаться несбыточной мечтой для сборной Германии: уже в квалификации немцы дважды опозорились в матчах с командой Северной Ирландии, проиграв обе встречи со счётом 0:1 каждая. Только в последнем туре победа над командой Албании со счётом 2:1 (албанцы сравняли счёт через минуту после первого гола немцев, решающий мяч был забит на 80-й) вывела немцев в финальную часть чемпионата Европы. В финальной пульке немцы впервые в истории выступлений на чемпионатах мира провалились, не выйдя из группы: невнятная нулевая ничья против Португалии, натужная победа над Румынией 2:1 и роковое поражение от испанцев со счётом 1:0. В последней игре немцы могли сыграть вничью для выхода из группы, однако на 90-й минуте Антонио Маседа своим фирменным ударом выбил немцев из розыгрыша и вынудил Юппа Дерваля покинуть свой пост.
Возглавил команду чемпион мира и Европы Франц Беккенбауэр, который вообще не имел какого-либо опыта работы и даже тренерской лицензии. Под его руководством немцы уверенно вышли в финальную часть чемпионата мира 1986 года, позволив в последнем туре проиграть Португалии, которая также попала туда. Уже на групповом этапе команда «Кайзера» попала в трудную ситуацию, показав невзрачную игру: ничья с Уругваем, победа над Шотландией и проигрыш Дании. На самом турнире печально отметился вратарь Ульрих Штайн, который обозвал Франца Беккенбауэра нецензурными словами, за что был изгнан из сборной.
В плей-офф дела пошли ещё хуже: немецкая сборная не могла забить с игры и выглядела откровенно бледно. Поединок 1/8 финала против Марокко мог закончиться и вовсе вылетом бундестим, если бы не спасительный гол Лотара Маттеуса на 90-й минуте со штрафного. В четвертьфинале только в серии пенальти немцы обыграли Мексику, реализовав все своих 4 удара (Шумахер отбил 2 удара мексиканцев). В полуфинале со скрипом Андреас Бреме и Руди Фёллер помогли пройти Францию. В финале завязалась настоящая драма: соперник немцев, сборная Аргентины, вела 2:0 в середине второго тайма. Сила воли помогла немцам собраться и сравнять счёт: Карл-Хайнц Румменигге и Руди Фёллер к 82-й минуте исправили ситуацию. Но на последних минутах Хорхе Бурручага принёс победу аргентинцам после паса Диего Марадона. В итоге у Беккенбауэра и компании — всего лишь серебряные медали.
Кайзер Франц продолжил готовить сборную к домашнему чемпионату Европы 1988 года. Немцы были освобождены от игр и готовились на правах хозяев к первенству путём проведения товарищеских матчей. В финальной пульке немцы начали с ничьи против Италии 1:1, после чего обыграли датчан и испанцев с одинаковым счётом 2:0. В полуфинале на 55-й минуте Лотар Маттеус с пенальти забил первый гол, но на 74-й минуте свой 11-метровый удар реализовал Рональд Куман. На последней минуте Марко ван Бастен ушёл ловко от Юргена Колера и забил победный мяч, оставив немцев с бронзовыми медалями. В итоге голландцы выиграли Евро, долго потом отмечая победу в Мюнхене.
Звёздный час Франца Беккенбауэра настал в 1990 году, когда немцы играли на чемпионате мира 1990 года. В квалификации к чемпионату мира немцы и голландцы оказались в одной группе, обменявшись ничьими (0:0 в Мюнхене и 1:1 в Роттердаме), а сами немцы потеряли очки в матче против Уэльса в Кардиффе. В последнем туре немцы одержали победу 2:1 благодаря голам Руди Фёллера и Томаса Хесслера.
Немецкая сборная начала турнир с крупных побед над Югославией (4:1) и ОАЭ (5:1). В третьем матче против Колумбии немцы забили свой гол в конце матча, но пропустив спустя пару минут. В 1/8 финала игра против Нидерландов стала одной из самых грубых на чемпионате: на 22-й минуте Руди Фёллер врезался во Франка Райкарда и что-то крикнул грубое в его адрес. В ответ на это Франк Райкард дважды плюнул в лицо Руди Фёллеру. Оба повздоривших игрока были удалены: по свидетельствам Райкарда, Фёллер обозвал его «чёрной обезьяной»; Фёллер же утверждал, что Райкард назвал его «нацистом». Так или иначе, но обе команды доигрывали матч в меньшинстве, а удаление Райкарда разрушило атакующую линию, в которой были Рууд Гуллит и Марко ван Бастен. На 51-й минуте Юрген Клинсман, воспользовавшись ошибкой голландцев, уверенно поразил ворота противника и открыл счёт. На 85-й минуте Андреас Бреме удвоил преимущество, позволив только на 89-й минуте Куману отыграть один гол. В четвертьфинале против Чехословакии Лотар Маттеус уже на 25-й минуте забил с пенальти, принеся победу в матче и выход в полуфинал. Одной из сложнейших игр стала полуфинальная игра против Англии: после 120 минут счёт был 1:1 (на гол Андреаса Бреме ответил Гари Линекер). В серии пенальти немцы были точны все четыре раза, а у англичан произошло два промаха: если в первом случае Стюарт Пирс пробил прямо в Бодо Иллгнера, то во втором случае Крисс Уоддл отправил мяч мимо ворот, тем самым став виновником поражения. В упорнейшем финале сборная Германии вырвала победу после гола с пенальти, и снова его автором стал Андреас Бреме. Таким образом, Германия стала трёхкратным чемпионом мира, сравнявшись по количеству выигранных чемпионатов мира с Италией и Бразилией, а Франц Беккенбауэр покорил новую вершину, став чемпионом мира в качестве игрока и тренера.
После победы Франц Беккенбауэр спокойно покинул тренерский пост, и место Кайзера занял Берти Фогтс, тренировавший ранее молодёжную сборную Германии. Первой задачей Фогтса стал выход на чемпионат Европы 1992 года, финальная часть которого состоялась в Швеции. Уже 3 октября 1990 произошло важное событие в истории Германии: объединение ФРГ и ГДР. Таким образом, сборная ГДР автоматически снялась с соревнований, а её игроки стали игроками сборной ФРГ, к тому же матч квалификации ГДР-Бельгия (2:0, оба гола забил Маттиас Заммер) был признан товарищеским. Единственное поражение в квалификации немцы потерпели от Уэльса, уступив 0:1, в остальных пяти встречах они одержали уверенные победы. Планировалось также провести товарищеский матч между командами ГДР и ФРГ в знак объединения страны, но из-за угрозы беспорядков и неготовности стадиона в Лейпциге матч отменили. 19 декабря 1990 обновлённая сборная провела матч против Швейцарии, который стал первым после объединения Германий.
Вышедшие в финальную часть немцы попали в группу к командам СНГ, Нидерландов и Шотландии. В первом матче немцы сыграли вничью с СНГ 1:1, спасшись в конце встреч благодаря удару со штрафного Томаса Хесслера. Во втором матче они праздновали победу 2:0 над Шотландией, а в третьем были раздавлены Нидерландами 3:1. В полуфинале немцы встретились со шведами, которые являлись хозяевами первенства, и в упорнейшем поединке благодаря дублю Карла-Хайнца Ридле выиграли 3:2. В финале они встретились с командой Дании, которую откровенно недооценили (Дания попала на Евро только после дисквалификации Югославии), за что поплатились поражением 0:2. Карл-Хайнц Ридле разделил титул лучшего бомбардира с тремя другими игроками (по 3 гола у каждого).
Сборная Германии автоматически прошла квалификацию на чемпионат мира в США в качестве чемпиона мира, выиграв в группе первый матч у Боливии со счётом 1:0 (отличился Юрген Клинсман). Далее последовала ничья с Испанией (1:1, снова забил Клинсман) и победа над Южной Кореей со счётом 3:2 (дубль Клинсмана и ещё один мяч Ридле, причём немцы вели 3:0 к 37-й минуте). Однако в сборной грянул скандал: Штефан Эффенберг во время матча против Южной Кореи подвергался освистываниям со стороны болельщиков, за что показал фанатам средний палец. Берти Фогтс немедленно изгнал Эффенберга из команды, а Штефан в итоге провёл всего два товарищеских матчах через 4 года. В 1/8 финала немцы с трудом одолели Бельгию со счётом 3:2, а в 1/4 финала сенсационно проиграли Болгарии 1:2, сложив чемпионские полномочия ещё до финала. Впервые с 1978 года немцы остались без полуфинала.
Неудачный чемпионат мира был вскоре забыт, и немцам пришлось готовиться к чемпионату Европы 1996 года. В отборочном турнире немцам достались те же самые болгары, которым Германия в Софии проиграла опять (уже со счётом 3:2). Вскоре немцы сыграли вничью с Уэльсом 1:1 в Дюссельдорфе. Но больше себе таких вольностей бундестим не позволяла и уверенно заняла первое место в группе, отомстив в Берлине болгарам 3:1. Финальная схватка началась в «группе смерти» C с Италией, Россией и Чехией. Сначала немцы выиграли у Чехии 2:0, затем разгромили Россию 3:0 и сыграли ничью с Италией 0:0 (Андреас Кёпке парировал пенальти). В четвертьфинале была сломлена Хорватия со счётом 2:1. В полуфинале немцы по пенальти прошли англичан — хозяев турнира, решающий удар с 11-метровой отметки Гарета Саутгейта уверенно отбил Андреас Кёпке. В финале немцы встретились с чехами, которых ранее побеждали на групповом этапе: на 59-й минуте Патрик Бергер открыл счёт с пенальти, но на 73-й минуте Оливер Бирхофф сравнял счёт, а на 95-й минуте в овертайме забил «золотой гол» и принёс Германии третий чемпионский титул.
Действовавшие чемпионы Европы пробились с первого места на чемпионат мира 1998 года, опередив в группе сборную Украины и в последний момент вырвав в Ганновере победу у Албании 4:3, несмотря на автогол. В финальной части они угодили в группу со сборными тех стран, между которыми были напряжённые международные отношения: Югославия, Иран и США. Первый матч против США немцы выиграли 2:0, во втором матче против Югославии они проигрывали 0:2 по ходу встречи, но вырвали ничью 2:2. Второй матч был омрачён крупными беспорядками немецких болельщиков, из-за которых был тяжело ранен французский офицер полиции Даниель Нивель. Ходили слухи о дисквалификации сборной Германии и снятии её из турнира, но ФИФА решила не наказывать таким образом бундестим. В третьем матче Германия выиграла 2:0 у Ирана и вышла в плей-офф.
ФИФА не дисквалифицировала Германию после драки на матче с Югославией, но немцев ждало ещё более ужасное испытание. В 1/8 финала игроки бундестим с огромным трудом справились с мексиканцами 2:1 (на 47-й минуте Луис Эрнандес открыл счёт, на 75-й минуте Юрген Клинсман счёт сравнял, а на 86-й минуте Оливер Бирхофф вытащил немцев в плей-офф). Но это было не самое страшное, поскольку в 1/4 финала их ждала сборная Хорватии, которую они выбили два года назад в четвертьфинале Евро. Хорваты ждали реванша и не оставили немцам шансов, разгромив их наголову 3:0. Роберт Ярни открыл счёт в конце первого тайма, а в конце второго тайма Горан Влаович и Давор Шукер разрушили надежды Германии на спасение встречи. Поражение стало шоком для Германии, а Берти Фогтс был немедленно уволен с поста главного тренера.

### Эпоха неудач и домашний чемпионат мира (1998—2006)
Новым главным тренером сборной Германии стал Эрих Риббек, который прославился всего тремя вещами: во-первых, он проработал со сборной меньше всего времени; во-вторых, он исключил из сборной Лотара Маттеуса по причине его преклонного возраста, хотя и взял его после долгих уговоров на чемпионат Европы 2000 года; в-третьих, что самое главное — сборная под его руководством выступила хуже всего в своей истории, проиграв и Кубок конфедераций 1999 года, и Чемпионат Европы 2000 года.
Германия участвовала в Кубке конфедераций впервые в 1999 году, поскольку в 1997 году по причине её отказа Европу на Кубке представляла Чехия. Сборная Германии под руководством Риббека не проявляла какого-либо интереса к Кубку, вследствие чего подготовка шла вяло и с огромными нарушениями. Итогом стал провал на Кубке и невыход из группы: если поражение от Бразилии 0:4 худо-бедно оправдывалось, то победа над Новой Зеландией 2:0 выглядела очень неубедительной, а проигрыш США 0:2 и вовсе стал позором. Впервые с 1984 года сборная Германии не преодолела групповой этап официального турнира ФИФА.

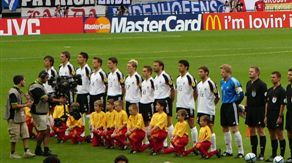
Сборная Германии перед матчем с Чехией на чемпионате Европы 2004

Злоключения бундестим продолжились и в отборочном турнире Евро-2000: Германия проиграла 0:1 Турции, своему принципиальнейшему сопернику (в Германии проживает крупная турецкая община), но впоследствии не позволяла себе подобных ошибок и, одержав нужные победы, заняла первое место в группе, разыграв нулевую ничью с турками в ответном матче в Мюнхене. В последней встрече удивительным был тот факт, что подавляющее большинство болельщиков на Олимпийском стадионе Мюнхена составляли этнические турки, что давило на номинальных хозяев поля.
Несмотря на возражения общественности и требования кадровых перестановок в тренерском штабе, Эрих Риббек и не подумал уходить с поста тренера, продолжив работу до конца Евро-2000. Команда Германии попала в относительно несложную группу с Румынией, Англией и Португалией, но умудрилась провалиться и там. Первая игра с румынами завершилась со счётом 1:1, причём Мехмет Шолль в том матче забил первый и последний гол бундестим. Далее последовало поражение от англичан 0:1 (забил Алан Ширер), но даже после этого у немцев теоретически были шансы на выход из группы. Для выхода нужно было обыграть Португалию и дождаться ничьи в параллельном матче Румыния-Англия. Но ни то, ни другое условие не реализовались: румыны выиграли 3:2, а португальцы наголову разбили немцев 3:0, и все три мяча отправил в ворота Сержиу Консейсау. Терпение болельщиков лопнуло, и Риббек вынужден был покинуть свой пост.
6 июля 2000, спустя 4 дня после окончания чемпионата Европы немцы наконец-то получили оптимистическое известие: ФИФА присудило право на проведение чемпионата мира 2006 года Германии, что стало стимулятором для работы Немецкого футбольного союза. Официально в 2000 году появилась так называемая вторая сборная или Команда-2006, игроки которой должны были готовиться к чемпионату мира путём участия в товарищеских встречах с другими командами. Впоследствии эти игроки составили костяк современной сборной Германии. Но пока активно экспериментировать с основной сборной функционеры не решались, и их ближайшей целью стал выход на чемпионат мира 2002 года.
Сменил неудачника Риббека чемпион мира 1990 года Руди Фёллер, который и руководил сборной в отборочном цикле. В 2001 году пост Фёллера должен был занять Кристоф Даум, однако менеджер «Баварии» Ули Хёнесс заподозрил, что Даум ведёт себя неадекватно. Вскоре раскрылся скандальный факт об употреблении Даумом кокаина. Невезучего тренера леверкузенского «Байера» отстранили от работы и приговорили к штрафу в размере 10 тысяч евро, а Фёллер остался руководить сборной.
Перед самым началом квалификации немцы сенсационно разгромили Испанию 4:1 в товарищеском матче, что вселило надежду в немецких фанатов. Квалификация была неровной: заклятые соперники из Англии опередили немцев всего на одно очко в группе. Если в Лондоне немцы ограничились минимальной победой 1:0 на старом стадионе «Уэмбли», то в Мюнхене англичане просто раздавили немцев (итоговый счёт 5:1). Поражение в Мюнхене стало серьёзной пощёчиной для Фёллера, и немцам пришлось пробиваться через стыковые матчи с Украиной. В Киеве была зафиксирована ничья 1:1, а в Дортмунде Германия разгромила славянскую сборную со счётом 4:1 и вышла в финальную часть чемпионата мира.
Итоговый результат выступления на чемпионате мира был обусловлен не столько игрой немецкой команды, сколько простой группой и лёгкой сеткой в плей-офф, но куда большая заслуга принадлежала вратарю Оливеру Кану, который стал ещё и лучшим вратарём чемпионата. В первом матче немцы не оставили камня на камне от Саудовской Аравии, забив восемь безответных мячей (три из них оказались на счету восходящей звезды Мирослава Клозе, который все три мяча забил головой). Во второй встрече немцы сыграли вничью с Ирландией 1:1, пропустив гол под занавес встречи. В третьем поединке Германия выиграла у Камеруна 2:0, несмотря на россыпь карточек и несколько удалений.
В плей-офф немцы в 1/8 финала додавили команду Парагвая благодаря позднему голу Оливера Нойвилля. В 1/4 финала с огромным трудом справились с командой США за счёт гола Михаэля Баллака: в той встрече шотландский судья Хью Даллас откровенно спас немцев, не назначив 11-метровый за игру рукой в штрафной площади; также Оливер Кан взял несколько невероятно сложных ударов от американцев. В полуфинале немцы сломили сопротивление сенсационной Южной Кореи за счёт гола Михаэля Баллака на 75-й минуте, но Баллак получил жёлтую карточку и в итоге пропустил финал. В финале немцы уступили Бразилии 0:2, оба гола забил лучший бомбардир турнира Роналдо (первый случился после рикошета от груди Оливера Кана). Как итог — серебряные медали и приз лучшего вратаря Оливеру Кану.
В Кубке конфедераций 2003 немцы опять отказались участвовать, несмотря на освободившуюся вакансию (Франция как хозяйка турнира была ещё и чемпионкой Европы на тот момент), и их место заняли турки. Вскоре немцы начали борьбу за выход на чемпионат Европы 2004, столкнувшись лицом к лицу с Шотландией, которую возглавлял бывший тренер немецкой же сборной Берти Фогтс. Немцы уверенно заняли первое место в группе, один только раз сыграв вничью с шотландцами 1:1 (сами шотландцы в стыковых были побиты Нидерландами).
Чемпионат Европы 2004 года, проходивший в Португалии, стоил Руди Фёллеру поста главного тренера сборной. Ряд команд на том турнире потерпел сокрушительную неудачу, в числе этих невезучих были и Италия, и Испания, и Россия, и Хорватия, и Германия. Две ничьи с Нидерландами (1:1) и Латвией (0:0) не обещали немцам ничего хорошего, а безвольное поражение от Чехии 1:2, несмотря на ранний гол Баллака, выбило Германию из розыгрыша. Отставка Фёллера поставила немцев в критическую ситуацию: до чемпионата мира оставалось всего два года, а найти тренера было очень сложно. Был создан специальный комитет, который искал тренеров и вёл с ними переговоры. В числе кандидатов были Оттмар Хитцфельд (бывший тренер «Баварии»), Мортен Ольсен (тренер сборной Дании) и Арсен Венгер (тренер лондонского «Арсенала»). Однако от всех троих прозвучал отказ. Венгер и Ольсен не желали покидать свои команды, а Хитцфельд попросту «напакостил» бундестим: перед чемпионатом Европы он предлагал свои услуги тренера, но получил отказ от функционеров, и уже после первенства Европы отплатил той же монетой Немецкому футбольному союзу. Берти Фогтс всё же уговорил выбрать Юргена Клинсмана в качестве главного тренера сборной, и Клинсман готовил команду к чемпионату мира 2006 года. В помощники ему был назначен Йоахим Лёв, будущий преемник Клинсмана.
Как хозяйка чемпионата мира, Германия приняла участие в Кубке конфедераций 2005 года. Юрген Клинсман, в отличие от своих предшественников, обратил внимание на этот турнир и занялся серьёзной подготовкой команды. Сборная Германии успешно преодолела групповой этап, с трудом одолев Австралию 4:3, разгромив Тунис 3:0 и разыграв ничью 2:2 со сборной Аргентины. В полуфинале немцы в упорной борьбе уступили Бразилии, будущему победителю, а затем в матче за третье место в овертайме сломили сопротивление Мексики 4:3 благодаря голу Михаэля Баллака. В феврале 2006 года в товарищеском матче немцы были разгромлены Италией 4:1, а незадолго до турнира сыграли вничью с японцами 2:2. В стране стали говорить о провале сборной на чемпионате мира и даже требовать от Юргена Клинсмана подать в отставку, но тот отказался уходить с поста тренера.
В матче открытия чемпионата мира Германия выиграла 4:2 у Коста-Рики, продемонстрировав великолепный атакующий футбол. Во втором матче группового турнира в группе A Германия выиграла у Польши 1:0, победный гол на последней минуте забил Оливер Нойвилль с подачи Давида Одонкора. Победа вызвала волну энтузиазма в Германии, поскольку надежда на успешное и достойное выступление снова появилась на горизонте. В третьем матче немцы добили Эквадор 3:0 и вышли в плей-офф, впервые с 1970 года выиграв группу и показав при этом 100%-ый результат. В 1/8 финала уже к 12-й минуте в матче со Швецией Лукаш Подольски оформил дубль, предрешив исход встречи (счёт не изменился). В четвертьфинале Германия встретилась с Аргентиной, в которой блистал опытный Хуан Рикельме и набирался опыта юный Лионель Месси. Команда готовилась к этой встрече особенно упорно: Андреас Кёпке готовил сборную к возможной серии пенальти, рассказывая подробно об игроках Аргентины и тренируя вратарей. После дополнительного времени счёт был 1:1, а в серии пенальти Йенс Леман взял два удара и вывел сборную в полуфинал. Однако противостояние игроков продолжилось после финального свистка: аргентинцы устроили массовую драку с немцами, обвиняя тех в давлении на судей. Особенно агрессивно игравший Торстен Фрингс и вовсе был дисквалифицирован на следующий матч. В полуфинале Германия играла с Италией, игра продолжилась в овертайме, в котором за считанные минуты до серии пенальти немцы предательски пропустили два гола. В матче за третье место немцы обыграли Португалию 3:1 и стали бронзовыми призёрами.
Лучшим бомбардиром турнира стал Мирослав Клозе, лучшим молодым игроком стал Лукас Подольски. В целом сборная продемонстрировала убедительную игру и получила высокую оценку международной прессы, а в Германии её назвали «чемпионом мира в сердцах», поскольку продемонстрировала самую симпатичную для зрителей игру и получила самую крупную поддержку на турнире. После чемпионата мира болельщики и специалисты принесли извинения перед Юргеном Клинсманом, от которого ещё месяц тому назад требовали отставки, и попросили его остаться. Но Клинсман заявил, что оставит пост тренера сборной своему помощнику Йоахиму Лёву, которого современные эксперты считают главным творцом успеха на чемпионате мира 2006 года.

### Эпоха Йоахима Лёва (с 2006)
Йоахим Лёв возглавляет сборную Германии с 2006 года, руководя ею и по сей день. Первым турниром Лёва стал чемпионат Европы 2008 года, куда немцы легко квалифицировались, далеко оторвавшись от соперников и выиграв 9 матчей. Единственное поражение команда потерпела от Чехии, но оно было довольно крупным (3:0) и ударило по самолюбию немцев, а чехи за счёт этой победы ещё и заняли первое место в группе, опередив немцев в последнем туре после их нулевой ничьи с Уэльсом. В квалификации немцы оформили крупнейшую в новейшей истории победу со счётом 13:0 над Сан-Марино (Лукас Подольски оформил покер в матче) и установили рекорд по количеству забитых в квалификации голов. Помимо всего прочего, немцы отметились победой над Англией со счётом 2:1 в гостях в товарищеском матче — примерно с 23 метров Кристиан Пандер забил победный гол в том матче, застав врасплох английского голкипера.
Накануне чемпионата Европы по футболу одна из компаний по железнодорожным пассажирским перевозкам предложила пассажирам карточки ценой 19 евро, дающие скидку на 25 % на любые перевозки. Минимальный срок действия этой карточки был до 30 июня, а максимальный до конца 2008 года: за каждый выигранный немцами матч срок действия карточки продлевался на месяц. Эта идея вызвала ажиотаж в Германии, поскольку была опробована ещё ранее, и тем самым немецкая сборная стала набирать популярность среди железнодорожных работников-фанатов футбола.
16 мая 2008 года Йоахим Лёв огласил состав на чемпионат Европы. Оглашение состава состоялось на горе Цугшпитце — самой высокой горе Германии. Лёв в шутку окрестил свою работу в течение месяца «горным походом». Сама сборная Германии участвовала в играх группы B вместе с Австрией (хозяева), Хорватией и Польшей (с поляками она играла два года назад в группе). Игра началась с победы над Польшей со счётом 2:0 (дубль Лукаша Подольски), но затем случилось поражение от Хорватии со счётом 1:2 (снова отличился Подольски, с поля был удалён Бастиан Швайнштайгер). Третий матч над Австрией был выигран 1:0 (Михаэль Баллак реализовал штрафной), и немцы вышли в плей-офф. В четвертьфинале была обыграна Португалия 3:2, в полуфинале невероятными усилиями немцы сломили сопротивление Турции с тем же счётом, пропустив второй гол за пару минут до конца матча и забив последний, победный гол спустя минуту (отличился Филипп Лам). Но на финал сил у немцев не хватило, и в итоге их победила Испания 1:0, которая и стала чемпионом Европы.
Отборочный турнир к чемпионату мира 2010 года также сложился для немцев относительно просто: Германия уверенно выиграла группу, несмотря на то, что вплоть до предпоследнего тура у неё на хвосте висела Россия, а Финляндия оба раза сыграла вничью с немцами. В рамках подготовки к чемпионату мира немцы провели серию игр и даже поучаствовали в регбийном матче, что немецкая общественность восприняла с восторгом. Незадолго до начала чемпионата мира тяжёлую травму получил Михаэль Баллак, капитан сборной, вследствие чего повязку получил Филипп Лам, который занимает должность капитана и сейчас. В финальной части немцы снова повторили свой порядок исходов матчей, как на Евро-2008: в группе была сначала разгромлена Австралия 4:0, затем последовал неожиданный проигрыш Сербии 0:1, который ещё был омрачён удалением Мирослава Клозе и незабитым пенальти Лукаса Подольски. В третьем матче немцы обыграли Гану 1:0 и вышли в плей-офф.
Уже первый матч в плей-офф против Англии завершился крупной победой со счётом 4:1, причём родоначальникам футбола не засчитали чистый гол: после удара Фрэнка Лэмпарда мяч рикошетом от перекладины опустился за линию ворот Мануэля Нойера, однако арбитр из Уругвая Орасио Элисондо проигнорировал этот момент и не засчитал гол. Однако это не оправдывало бледной игры со стороны англичан и блестящей реализации немцами моментов. В четвертьфинале немцы устроили ещё один разгром, на этот раз под руки подопечных Лёва попала сборная Аргентины со счётом 4:0. В полуфинале против Испании силы немцев иссякли, и они потерпели поражение 1:0, единственный гол забил Карлес Пуйоль. Матч за третье место с Уругваем завершился победой бундестим со счётом 3:2 и вручением немцам бронзовых наград.
Во время чемпионата популярным стал Осьминог Пауль, который верно предсказал все результаты матчей сборной Германии и угадал результат финала. Ранее Пауль предсказывал исходы матчей сборной на Евро-2008, но тогда он допустил две ошибки, не угадав результаты тех матчей, которые Германия проиграла. В самой же сборной появились новые звёзды — Месут Озил, игравший тогда в «Вердере», и Томас Мюллер, молодой игрок «Баварии». Озил стал одним из важнейших игроков основы: своим выступлением он привлёк к себе внимание многих европейских клубов. Не на своём уровне выступил Лукас Подольски, который забил всего два гола (в матчах против Австралии и Англии), а в матче с Сербией не реализовал пенальти. На том же чемпионате впервые братья играли друг против друга в разных командах: Жером Боатенг играл против своего брата Кевина-Принса. Это противостояние было особенно агрессивным: именно Кевин-Принс нанёс травму Михаэлю Баллаку в финале Кубка Англии, вследствие чего Джером прекратил общаться с братом и поддерживать с ним всяческие отношения.

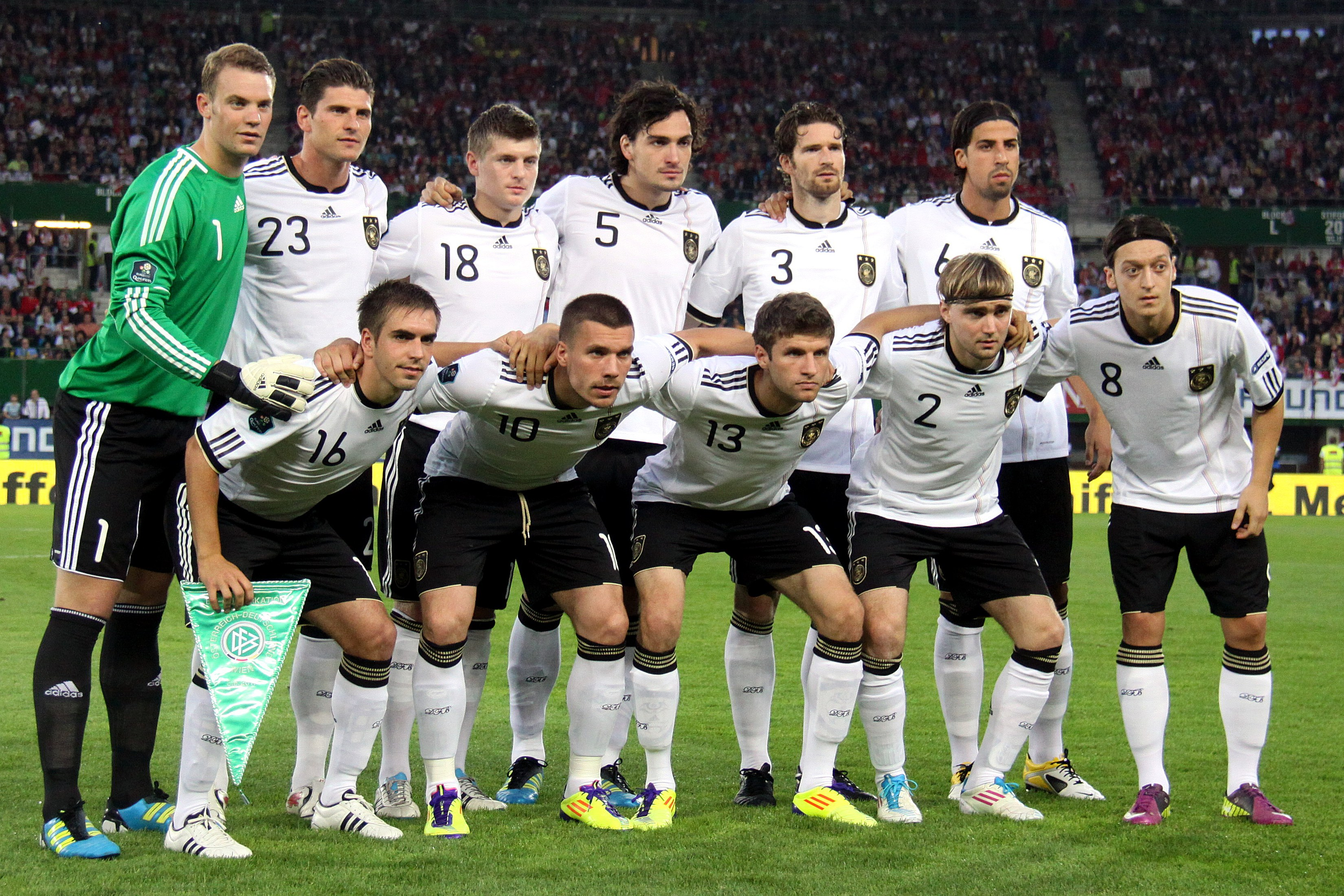
Сборная Германии 3 июня 2011 перед матчем с Австрией (2:1)

Сборная Германии продолжила бить рекорды, набрав 30 очков из 30 возможных в группе A отборочного турнира к чемпионату Европы 2012 года. В том же квалификационном цикле Йоахим Лёв заявил, что уже не будет призывать в сборную Михаэля Баллака, который из-за травмы не вернулся бы в любом случае на свой прежний уровень, и признал право Филиппа Лама на повязку капитана сборной. Баллак, изначально выступавший против подобного решения, вскоре смирился и признал право Лама на звание капитана команды. Мирослав Клозе с 9 мячами стал лучшим бомбардиром сборной в квалификации, заняв второе место в рейтинге и пропустив вперёд Класа-Яна Хунтелара из Нидерландов. В августе 2011 года Германия добилась ещё и победы над Бразилией в товарищеском матче со счётом 3:2, попутно ей удалось в товарищеских матчах выиграть у Уругвая и Нидерландов. Накануне Евро-2012 Германия провела серию товарищеских игр, однако на этот раз её стали чаще преследовать неудачи: сборная Швейцарии сенсационно нанесла немцам поражение со счётом 5:3.
В финальной пульке немцы снова попали в группу B: выиграв все три встречи у Португалии (1:0), Нидерландов и Дании (2:1 каждая), немцы вышли в плей-офф. Однако вместо ожидаемой сборной России или Чехии им досталась Греция, с которой немцы в четвертьфинале эффектно справились, выиграв со счётом 4:2 и установив очередной рекорд по числу побед подряд. В полуфинале Германия встретилась с Италией, и в который раз полуфинал стал непреодолимым барьером для дружины Йоахима Лёва: Италия выиграла 2:1 и вышла в финал. Утешением стало то, что Марио Гомес стал лучшим бомбардиром сборной, сравнявшись ещё с пятью игроками Евро-2012 (приз в итоге получил Фернандо Торрес, поскольку сыграл меньше времени и потратил, естественно, меньше времени на забитые голы).
Очень стремительно сборная Германии вышла в финальную часть чемпионата мира 2014 года, в отборочном турнире она всего один раз позволила потерять себе очки. Ведя 4:0 в матче со Швецией 16 октября 2012, бундестим растеряла преимущество в самом конце игры, и в итоге шведы спасли матч, сравняв счёт 4:4. Больше бундестим не допускала таких промахов, обыграв в ответной встрече через год 15 октября 2013 Швецию с хоккейным счётом 5:3. Впрочем, в товарищеских матчах Германия выступала не так убедительно: 3 июня 2013 года немцы в упорной борьбе проиграли сборной США со счётом 4:3 (к слову, тренером сборной тогда был Юрген Клинсман, с которым встретится летом 2014 года в Бразилии на групповом этапе), а 14 августа вырвали ничью 3:3 в матче против Парагвая, проигрывая 0:2 и 2:3.
В финальной части на групповом этапе Германия разгромила со счетом 4:0 Португалию (соперник по группе чемпионата Европы 2012), сыграла вничью 2:2 со сборной Ганы (соперник по группе чемпионата мира 2010) и обыграла США со счетом 0:1, тем самым обеспечив себе выход в финальную стадию турнира. В 1/8 сборная Германии сломила сопротивление Алжира, обыграв африканцев в овертайме со счётом 2:1. В 1/4 финала ими была обыграна с минимальным счетом Франция (1:0). В 1/2 финала сборная Германии встретилась с Бразилией, которой немцы уступили в финале мундиаля 2002 года. В этот раз подопечные Йохима Лёва не оставили камня на камне от Бразилии, переиграв их со счетом 7:1. Второй гол в ворота Бразилии забил Мирослав Клозе, тем самым превзойдя рекорд Роналдо и став с 16 голами единоличным лидером в списке бомбардиров за всю историю чемпионатов мира по футболу. В финале сборная Германии за счет гола Марио Гётце в дополнительное время (на 113-й минуте) обыграла Аргентину и стала четырёхкратным чемпионом мира. Сборная Германии стала первой не американской сборной, ставшей чемпионом мира на первенстве мира проходившем на американском континенте.
На Кубок конфедераций 2017 года, прошедший в России, сборная Германии приехала «вторым» составом. В группе B немцы заняли 1 место с 7 очками, обыграв Австралию и Камерун со счётом 3:2 и 3:1 соответственно и сыграв вничью 1:1 с Чили. В полуфинале Германия разгромила сборную Мексики со счётом 4:1. В финале единственный гол в матче забил Ларс Штиндль, воспользовавшись ошибкой чилийского защитника, что позволило Германии впервые в своей истории выиграть Кубок конфедераций.